# كنيسة القديسين
كنيسة القديسين مارمرقس الرسول والبابا بطرس خاتم الشهداء كنيسة قبطية أرثوذكسية تقع في حي سيدي بشر بالإسكندرية.